# Pleuropetalum sprucei
Pleuropetalum sprucei är en amarantväxtart som först beskrevs av Joseph Dalton Hooker, och fick sitt nu gällande namn av Paul Carpenter Standley. Pleuropetalum sprucei ingår i släktet Pleuropetalum och familjen amarantväxter. Inga underarter finns listade i Catalogue of Life.